# 科圖濟夫
49°14′11″N 25°18′50″E / 49.23639°N 25.31389°E
科圖濟夫（烏克蘭語：Котузів）是位於烏克蘭西部特諾皮爾州裏特諾皮爾區的村莊，始建於1581年，面積2.92平方公里，2001年該城鎮人口455。